# Студент Чжан Юй морскую варит воду у острова Шамэнь
Студент Чжан Юй морскую варит воду у острова Шамэнь (кит. трад. 沙門島張生煮海, упр. 沙门岛张生煮海) — пьеса в жанре цзацзюй юаньского драматурга Ли Хаогу (?—1300), единственное сохранившееся драматическое произведение этого автора.
Пьеса написана на сказочно-мифологический сюжет, заимствованный из народных сказаний. В этом плане Ли Хаогу предстаёт продолжателем традиций Ма Чжиюаня, часто обращавшегося к мифологическим историям при выборе драматических сюжетов. Однако в отличие от старшего коллеги, Ли Хаогу использует мифологические мотивы не для выражения буддистских и даосских идей, а как внешнюю оболочку вполне бытовой истории. Избранный сюжет помогает автору выразить мысль о том, что человек сильнее духов и способен всё преодолеть и победить, если идёт к достижению поставленной цели решительно и непреклонно.
Герой пьесы Ли Хаогу, студент Чжан Юй олицетворяет настоящую любовь, для которой нет преград. Этой любви не помеха и сам Дракон — всемогущий властитель морского царства. Даже он отступает перед любовью Чжан Юя и признаёт себя побеждённым, соглашаясь отдать свою дочь за простого смертного.
На русский язык пьеса переведена Л. Н. Меньшиковым.

## Русские издания пьесы
Ли Хао-гу. Студент Чжан Юй морскую варит воду у острова Шамэнь // Китайская классическая драма. СПб, Северо-Запад Пресс, 2003. С. 21 - 64. То же: пер. с кит. Л. Меньшикова // Юаньская драма/ Л-д; М., Искусство, 1966 г. С. 311 - 346.